# Protobothrops sieversorum
Protobothrops sieversorum là một loài rắn trong họ Rắn lục. Loài này được Ziegler Herrmann, David, Orlov & Pauwels mô tả khoa học đầu tiên năm 2000.
Loài này phân bố ở Việt Nam và Lào.